# Trumpler 16

Trumpler 16 ( Tr 16 ) es un cúmulo abierto masivo que alberga algunas de las estrellas más luminosas y masivas de la Vía Láctea . Está situado dentro de la nebulosa de la quilla, ubicado aproximadamente a 9,270 años luz de la Tierra. El cúmulo alberga una de las estrellas más masivas y de mayor luminosidad de la galaxia, Eta Carinae, otra estrella brillante del cúmulo es WR 22 de magnitud aparente 8,80.

## Descripción
Trumpler 16 alberga 2 de las estrellas más luminosas conocidas, Eta Carinae y WR 25, ambas estrellas son varios millones de veces más luminosas que el Sol, estas estrellas son binarias y se caracterizan por tener un compañero muy luminoso de gran tamaño y otro de menor tamaño pero más masivo y luminoso que la mayoría de las estrellas del cúmulo.
También se ha observado que hay por lo menos tres estrellas de tipo espectral O3, la magnitud bolométrica estimada del cúmulo esta entre -5,25 y -12,25.

## Otras características
Trumpler 16 junto con Trumpler 14 son los cúmulos de estrellas más prominentes en Carina OB1 , una asociación estelar gigante. Se cree que otro grupo dentro de Carina OB1 , Collinder 228 , es una extensión de Trumpler 16 que aparece separada visualmente solo debido a filamento de polvo. Los tipos espectrales de las estrellas indican que Trumpler 16 se formó por una sola onda de formación estelar.
Debido a la extrema luminosidad de las estrellas formadas, sus vientos estelares alejan las nubes de polvo, similares a las Pléyades . En unos pocos millones de años, las estrellas más brillantes habrán explotado como supernovas. Trumpler 16 incluye la mayoría de las estrellas en la parte oriental de la asociación Carina OB1.